# Calystegia inflata
Calystegia inflata là một loài thực vật có hoa trong họ Bìm bìm. Loài này được Sweet mô tả khoa học đầu tiên.